# Firefox for Android
Firefox for Android là một trình duyệt web được phát triển bởi Mozilla cho các thiết bị smartphones, tablet chạy Android.Giống với phiên bản cho PC, nó sử dụng bộ máy trình bày Gecko, và hỗ trợ các tính năng như đồng bộ hóa với Firefox Sync, chặn trình theo dõi web, và add-ons.
Phiên bản ban đầu của Firefox dành cho Android có tên mã là Fennec và mang nhãn hiệu Firefox for mobile; ban đầu nó hỗ trợ Maemo và Android. Hỗ trợ cho Maemo sau đó đã bị loại bỏ.Vào năm 2020, một phiên bản được thiết kế lại của Firefox dành cho Android (tên mã là Fenix, và cũng có thương hiệu là Firefox Daylight) đã được phát hành, giới thiệu một kiến trúc nội bộ và giao diện người dùng mới lấy cảm hứng từ Firefox Focus, các tính năng bảo mật mới và chuyển sang WebExtensions cho add-ons.

## Lịch sử
Firefox for mobile, codenamed "Fennec", phát hành lần đầu cho Maemo tháng 1 năm 2010 với phiên bản 1.0 và cho Android tháng 3 năm 2011 với phiên bản 4.0. Các hỗ trợ cho Maemo ngừng lại từ phiên bản 7, phát hành vào tháng 9 năm 2011. Tên mã Fennec xuất phát từ cáo fennec,một loài cáo sa mạc nhỏ (cũng giống như trình duyệt Fennec là một phiên bản nhỏ của trình duyệt Firefox trên desktop). Firefox for Maemo Beta 5, là phiên bản đầu tiên có thương hiệu Firefox chính thức, với tên và logo Firefox.
Fennec sử dụng Gecko engine; ví dụ: phiên bản 1.0 sử dụng công cụ tương tự như Firefox 3.6 và bản phát hành sau, 4.0, dùng chung mã lõi với Firefox 4.0. Các tính năng của nó bao gồm hỗ trợ HTML5, Firefox Sync,hỗ trợ add-ons và duyệt web theo tab. Việc đánh số phiên bản của trình duyệt đã được thay đổi từ phiên bản 2.0 beta sang phiên bản 4.0 để phù hợp hơn với các bản phát hành Firefox dành cho máy tính để bàn vì các công cụ kết xuất được sử dụng trong cả hai trình duyệt đều giống nhau.
Hỗ trợ plugin ban đầu bị tắt theo mặc định, loại bỏ khả năng tương thích với các loại nội dung web phổ biến như Adobe Flash. Tháng 9 năm 2011, hỗ trợ Flash đã được triển khai trong các bản dựng trước khi phát hành cho các phiên bản Android trước Honeycomb. Hỗ trợ flash cho Android 2.x và 4.x đã được bật cho hầu hết các smartphone trong phiên bản 14.0; au đó nó đã bị loại bỏ trong phiên bản 56.0.
Ngày 27 tháng 6 năm 2019, Mozilla đã công bố Firefox Preview (codename "Fenix"), một phiên bản được thiết kế lại của Firefox for Android dựa trên GeckoView — một bản triển khai của Gecko được tách ra như một thư viện có thể tái sử dụng, nhằm mục đích sử dụng thay thế cho Android WebView mặc định (based on Blink engine). GeckoView lần đầu tiên được sử dụng bởi Firefox Focus, thiết kế có ảnh hưởng đến các khía cạnh của Fenix. Nó có giao diện người dùng được thiết kế lại với hỗ trợ cho chế độ tối, tính năng "Collections" mới để lưu các tập hợp tab và bao gồm Enhanced Tracking Protection (trình chặn có thể định cấu hình cho trình theo dõi web và cookie của bên thứ ba) và chế độ duyệt web riêng tư được thiết kế lại.
kênh Firefox for Android Beta ã được chuyển sang chi nhánh Fenix tháng 4 năm 2020, và chính thức được phát hành lên kênh ổn định vào tháng 8 năm 2020 với tên phiên bản 79, được gọi là Firefox Daylight. Phiên bản dựa trên Fennec cuối cùng là phiên bản 68, được phát hành vào tháng 7 năm 2019 và đã nhận được các bản sửa lỗi và bảo mật cho đến tháng 7 năm 2020.